# 테드 번디
시어도어 로버트 번디(영어: Theodore Robert Bundy, 1946년 11월 24일 ~ 1989년 1월 24일)는 미국의 연쇄살인범, 유괴범, 강간범, 주거침입범으로 1970년대 혹은 그 이전부터 젊은 다수 여성을 폭행하고 살인한 네크로필리아이기도 하다. 테드 번디(영어: Ted Bundy) 로 알려져 있으며, 과거에는 '연쇄 살인의 귀공자'로 불리기도 했다.
번디는 잘생기고 카리스마가 있는 인물로 여겨졌고, 그가 피해자들과 사회 신뢰를 얻기 위해 착취한 특성들이었다. 그는 피해자들을 의식불명으로 쓰러뜨리고 강간하고 교살하기 위해 2차 장소로 데려가기 전에, 부상이나 장애를 가장하거나, 권위 있는 인물을 사칭하며 공공장소에서 피해자들에게 접근하곤 했다. 그는 종종 피해자들을 다시 찾아가서 부패한 시체들을 손질하고 네크로필리아적 성행위를 했다. 그는 적어도 12명 희생자를 참수하고 절단한 머리 일부를 그의 아파트에 기념품으로 보관했다.
1975년 번디는 가중 납치와 형사 폭행 미수로 유타에서 체포되어 수감되었다. 그 후 그는 여러 주에서 진행중인 미해결 살인 사건의 용의자가 되었다. 콜로라도에서 살인 혐의를 받은 그는 1978년 최종 탈출 전까지 플로리다에서 2차례 탈출을 계획했고 3차례 살인을 포함한 추가 공격을 저질렀다. 플로리다 살인사건으로 그는 두 재판에서 사형선고를 세 번 받았다. 그는 1989년 1월 24일 라이포드에 있는 플로리다 주립 교도소에서 처형되었다.
전기작가 앤 룰은 그를 "다른 인간의 고통과 피해자에 대한 통제력에서 쾌감을 죽음까지, 심지어 그 이후에도 가져간 사디스트적 반사회적 인격자"라고 묘사했다. 그는 한때 자신을 "당신이 만나게 될 가장 냉정한 개자식"이라고 표현했다. 그의 마지막 변호인단의 일원인 폴리 넬슨 변호사는 동의했다. "테드"는 "무정한 악의 정의였다"고 그녀는 썼다.

## 어린 시절
테드 번디는 1946년 11월 24일 버몬트 벌링턴에 있는 미혼모를 위한 엘리자베스 런드 홈에서 엘리노어 루이스 코웰(Eleanor Louise Cowell, 1924년 ~ 2012년; 루이스로 알려져 있음)의 아들로 태어났다. 그의 아버지의 신원은 확인되지 않았다. 그의 출생 증명서는 로이드 마샬이라는 이름의 공군 참전용사에게 친자 확인을 맡긴다는 설명도 있지만, 다른 설명에 따르면 아버지는 알려지지 않은 것으로 기록되어 있다. 루이즈는 자신이 잭 워싱턴이라는 참전용사에게 유혹당했다고 주장했다. 일부 가족들은 번디가 루이즈의 폭력적이고 학대적인 아버지인 사무엘 코웰의 아버지일 수 있다는 의혹을 표명했지만 이를 뒷받침하는 구체적인 증거는 아직 나오지 않았다.
번디는 생후 3년 동안 외조부모인 사무엘(Samuel, 1898년 ~ 1983년)과 엘리노어 코웰(Eleanor Cowell, 1895년 ~ 1971년)의 집에서 살았고, 외조부모는 혼외 출산에 따른 사회적 오명을 피하기 위해 그를 아들로 키웠다. 가족, 친구, 심지어 어린 테드는 그의 조부모가 그의 부모이고 그의 어머니가 그의 누나라는 말을 들었다. 그는 상황에 대한 기억은 달랐지만 결국 진실을 알아냈다. 그는 한 여자 친구에게 사촌이 자신을 "바보"라고 부른 후 출생증명서 사본을 보여줬다고 말했지만, 그는 전기작가 스티븐 미코와 휴 에인즈워스에게 자신이 증명서를 발견했다고 말했다. 번디를 개인적으로 알고 있는 전기 작가이자 범죄 소설가 앤 룰은 그가 버몬트 주에서 출생 기록을 발견한 1969년이 되어서야 알게 되었다고 믿었다. 번디는 친아버지에 대해 말하지 않고 자신을 위한 진정한 부모를 찾기 위해 그를 떠난 것에 대해 평생의 분노를 표현했다.
번디는 일부 인터뷰에서 조부모님에 대해 따뜻하게 이야기하며 룰에게 "공경한다" "존경한다" "할아버지에게 매달렸다"고 말했다. 그러나 1987년 그와 다른 가족들은 변호사들에게 사무엘 코웰이 흑인, 이탈리아인, 카톨릭 신자, 유대인을 혐오하고, 아내와 애완견을 때리고, 이웃 고양이들을 꼬리로 휘둘렀다고 말했다. 그는 루이즈의 여동생 줄리아를 늦잠을 자려고 계단 아래로 던진 적이 있다. 그는 가끔 보이지 않는 곳에 대고 큰 소리로 말하기도 했고 번디의 친자 문제가 제기되자 적어도 한 번은 격노했다. 번디는 할머니를 우울증으로 주기적으로 전기 경련 요법를 받고 생이 끝나갈 무렵 집을 떠날 것을 두려워하는 소심하고 순종적인 여성으로 묘사했다. 번디는 어린 나이에 가끔 불안한 행동을 보였다. 줄리아는 낮잠에서 깨어나 부엌에서 가져온 칼로 둘러싸인 자신을 발견했고 침대 옆에 서서 웃고 있는 세 살짜리 테드를 떠올렸다. 번디의 조부모에 대한 이런 묘사는 최근 조사에서 의심받고 있다.

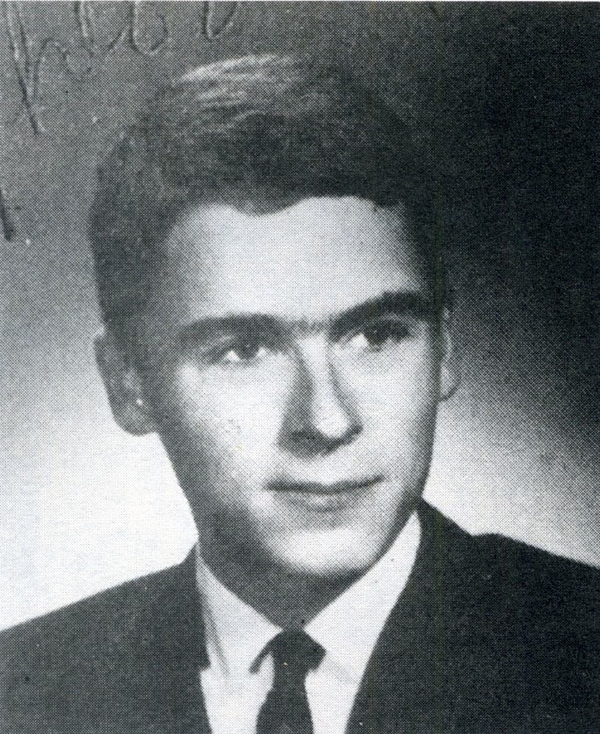
1965년 번디 고등학교 3학년 때

1950년 루이즈는 성을 코웰에서 넬슨으로 바꿨고 여러 가족의 권유로 테드와 함께 필라델피아를 떠나 워싱턴 터코마에서 사촌 앨런, 제인 스콧과 살았다. 1951년 루이즈는 타코마 제1감리교회의 성인 독신회에서 병원 요리사 조니 컬페퍼 번디(1921년 ~ 2007년)를 만났다. 그들은 그해 말에 결혼했고 조니 번디는 공식적으로 테드를 입양했다. 조니와 루이즈는 4명의 아이를 임신했고 조니는 캠핑 여행이나 다른 가족 활동에 그의 양아들을 포함시키려고 했지만 테드는 여전히 거리를 두었다. 그는 나중에 그의 여자친구에게 조니가 그의 진짜 아버지가 아니며, "매우 똑똑하지 않았다"며 "많은 돈을 벌지 못했다"고 불평했다.
번디는 타코마에 대한 기억을 말년에 다양하게 바꿨다. 마이클과 에인즈워스에게 그는 자신의 이웃을 돌아다니며 벌거벗은 여성의 사진을 찾아 쓰레기통을 뒤지는 모습을 묘사했다. 그는 폴리 넬슨에게 성폭력과 관련된 이야기, 특히 죽거나 불구가 된 시체의 그림으로 묘사될 때 탐정 잡지, 범죄 소설, 그리고 실제 범죄 다큐멘터리를 정독했다고 말했다. 그러나 룰에게 보낸 편지에서 그는 "사실 탐정 잡지를 읽은 적도 없고, 그 누구도 그럴 것이라는 생각에 몸서리를 친 적도 없다"고 주장했다. 그는 미쇼에게 여성들이 옷을 벗거나 다른 어떤 것이든 볼 수 있는 덮이지 않은 창문을 찾기 위해 많은 양의 술을 소비하고 밤늦게 "공동체를 통과할 수 있다"고 말했다."
그의 사회생활에 대한 설명도 다양했다. 번디는 미초와 에인즈워스에게 대인관계를 이해할 수 없었기 때문에 "혼자 있는 것을 선택했다"고 말했다. 그는 우정을 발전시키는 방법에 대한 타고난 감각이 없다고 주장했다. 그는 "왜 사람들이 친구가 되고 싶어하는지 몰랐다"고 말했다. "사회적 상호작용을 뒷받침하는 것이 무엇인지 몰랐습니다." 그러나 우드로 윌슨 고등학교의 동급생들은 번디가 큰 연못에 있는 중간 크기의 물고기인 그곳에서 "잘 알려져 있고 마음에 들었다"고 룰에게 말했다.
번디의 유일한 중요한 운동 취미는 훔친 장비와 위조 리프트 티켓을 이용해 열정적으로 추구한 활강 스키였다. 고등학교 시절 그는 절도 및 자동차 절도 혐의로 최소 두 번 체포되었다. 그가 18세가 되었을 때, 워싱턴과 다른 많은 주에서 관례대로 그의 기록에서 사건의 세부사항이 삭제되었다.

### 대학교 시절
번디는 1965년 고등학교를 졸업한 뒤 퓨젯 사운드 대학교(UPS)에 1년간 입학한 뒤 워싱턴 대학교(UW)로 편입해 중국어 공부를 했다. 1967년, 그는 번디 전기의 여러 가명으로 가장 흔한 스테파니 브룩스라는 UW 반 친구와 연애를 하게 되었다. 1968년 초, 그는 대학을 중퇴하고 일련의 최저임금 일자리에서 일했다. 그는 또한 넬슨 록펠러 대통령 선거운동 시애틀 사무실에서 자원봉사를 했고, 워싱턴 주지사 선거운동 기간 동안 아서 플레처의 운전기사이자 경호원이 되었다.
번디는 지난 8월 마이애미에서 열린 1968년 공화당 전당대회에 록펠러 대표로 참석했다. 그 직후 브룩스는 번디의 미성숙함과 야망 부족에 실망한 채 캘리포니아에 있는 그녀의 집으로 돌아왔다. 정신과 의사 도로시 오트노우 루이스는 나중에 이 위기를 "아마도 그의 발전에 핵심적인 시기"라고 꼬집었습니다. 브룩스의 거절에 충격을 받은 번디는 콜로라도로 여행을 떠났다가 더 동쪽으로 가서 아칸소 주와 필라델피아의 친척들을 방문하고 템플 대학교에서 한 학기 등록했다. 룰은 1969년 초 번디가 벌링턴에 있는 출생 기록 사무소를 방문하여 그의 진짜 출산을 확인했다고 믿었다.
번디는 1969년 가을 워싱턴 의과대학에서 비서로 일했던 유타주 오그던 출신의 이혼녀 엘리자베스 클로퍼(번디 문학에서 멕 앤더스, 베스 아처, 리즈 켄달로 확인됨)를 만났을 때 워싱턴으로 돌아왔다. 그들의 관계는 1976년 그가 유타에 처음 투옥된 이후에도 계속될 것이다.
1970년 중반, 현재 집중적이고 목표 지향적인 번디는 이번에는 심리학 전공으로 UW에 재입학했습니다. 그는 우등생이 되었고 교수들로부터 좋은 평가를 받았다. 1971년, 그는 시애틀의 자살 핫라인 위기 센터에 취직했다. 그 곳에서 그는 전직 시애틀 경찰관이자 범죄 작가인 앤 룰과 함께 일했는데, 그는 후에 결정적인 번디 전기 중 하나인 "The Stranger Bide Me"를 집필했다. 그녀는 번디의 성격에 어떠한 방해도 주지 않았다. 그녀는 그를 "친절하고, 배려심 많고, 동정심 많은"이라고 표현했다.
1972년 UW를 졸업한 번디는 주지사 다니엘 J. 에반스의 재선 운동에 합류했다. 대학생으로 가장한 그는 에반스의 상대였던 앨버트 로젤리니 전 주지사를 미행하고 에반스팀의 분석을 위해 자신의 유세 연설을 녹음했다. 에반스는 번디를 시애틀 범죄 예방 자문 위원회에 임명했다. 에반스가 재선된 후 번디는 워싱턴주 공화당 의장인 로스 데이비스의 보좌관으로 채용되었다. 데이비스는 번디를 좋게 생각했고 그를 "똑똑하고 공격적인... "체제의 신봉자"이다. 1973년 초, LSAT 점수가 보통 수준임에도 불구하고 번디는 에반스, 데이비스 및 몇몇 UW 심리학 교수들의 추천서에 힘입어 UPS와 유타 대학교의 로스쿨에 합격했다.
1973년 여름 공화당 업무로 캘리포니아를 여행하던 중 번디는 브룩스와의 관계에 다시 불을 지폈다. 그녀는 그의 진지한 헌신적인 전문가로의 변신에 경탄을 금치 못했으며, 겉보기에는 상당한 법률적, 정치적 경력의 정점에 서 있었다. 그는 클로퍼와 계속 사귀었다. 두 여성 모두 상대방의 존재를 알지 못했다. 1973년 가을 번디는 UPS 로스쿨에 입학했고, 그와 함께 지내기 위해 여러 번 시애틀로 날아간 브룩스를 계속 구애했다. 그들은 결혼에 대해 논의했다. 어느 순간 그는 데이비스를 자신의 약혼녀라고 소개했다.
그러나 1974년 1월 그는 갑자기 모든 연락을 끊었다. 그녀의 전화와 편지는 반송되지 않았다. 한 달 뒤 전화로 연락을 취한 브룩스는 번디가 왜 아무런 설명 없이 일방적으로 관계를 끝냈는지 알고 싶어 했다. 그는 "스테파니, 무슨 뜻인지 모르겠다"고 평온한 목소리로 대답하고 전화를 끊었다. 그녀는 다시는 그에게서 소식을 듣지 못했다. 그는 나중에 "그녀와 결혼할 수 있었다는 것을 스스로 증명하고 싶었을 뿐"이라고 설명했지만 브룩스는 되돌아보며 1968년 그녀가 시작한 이별에 대한 복수심으로 모든 구애와 거절을 사전에 계획했다고 결론지었다.
그 무렵 번디는 로스쿨 수업을 빼먹기 시작했다. 태평양 북서부 지역에서 젊은 여성들이 사라지기 시작하면서 4월에 그는 참석을 완전히 중단했다.

### 대학 시절
- 퓨젯 사운드 대학교(1965년 ~ 1966년) 전공: 중국어 학부
- 워싱턴 대학교(1966년 ~ 1968년) 전공: 중국어 학부(졸업하지 않음)
- 템플 대학교(1968년) (졸업하지 않음)
- 워싱턴 대학교(1970년 ~ 1972년) 전공: 심리학 학부(졸업)
- 퓨젯 사운드 대학교(1973년 ~ 1974년) 전공: 법학(졸업 아님)

## 처음 두 개의 연쇄 살인

### 워싱턴, 오리건
번디가 언제부터 혹은 어디서부터 여성들을 죽이기 시작했는가에 대한 일치된 의견은 없다. 번디는 다양한 사람들에게 서로 다른 이야기들을 말했고 자신의 초기 범죄들에 대한 특정 사항들을 밝히기를 거부했는데, 사형집행을 앞둔 며칠 전에는 후기 범죄들에 대해서는 여러 장의 그림으로 묘사로 고백했음에도 말이다. 번디는 넬슨에게 1969년 뉴저지주 오션 시티에서 처음으로 납치를 시도했지만 1971년 어느 시점에 시애틀에서 살인을 저지르기 전까지 누구도 죽이지 않았다고 말했다. 번디는 정신과의사 아트 노만에게 필라델리아에 있는 가족을 만나는 동안인 1969년에 아틀랜틱 시티에서 두 명의 여성을 살해했다고 말했다. 번디는 강력반 형사 로버트 D. 케플에게 1972년 시애틀에서의 한 번의 살인과 1973년 워싱턴주 툼워터 인근에서 한 히치하이커와 연관된 다른 살인에 대해서 암시는 줬지만 자세한 이야기를 하는 것은 거절했다. 룰과 케플 둘 다 번디가 십대시절부터 살인을 시작했을 것이라고 믿고 있다. 정황증거는 1961년에 번디가 8살 나이의 터코마의 앤 마리 버르를 유괴해서 납치했다는 것을 보여준다. 이것은 하나의 혐의이고 번디는 반복해서 부인했다. 번디에 관해 문서화된 최초의 살인은 번디가 27살때인 1974년의 것이다. 자백에 의하면 번디는 필요한 기술들을 완전히 익혀서 범죄현장에서 최소한의 범의학 증거만 남기게 했다.
1974년 1월 4일 자정을 조금 지나 번디는 댄서이자 워싱턴 대학교 학생인 18살 카렌 스팍스의 지하 아파트로 들어갔다. 침대 프레임에서 금속 기둥을 빼내서 자고 있는 여성을 의식이 없을 때까지 폭행한 후에 그 기둥 혹은 금속 검경으로 성적 폭행을 가해서 심한 내부 부상을 야기했다. 카렌은 10일 동안이나 의식이 없었고, 목숨은 건졌지만 평생 장애를 안게 되었다. 2월 1일 이른 아침에 번디는 스키 타는 사람을 위한 아침 라디오 일기예보를 방송하는 워싱턴 대학교 학부생인 린다 앤 힐리의 지하 방으로 침입했다. 린다를 의식이 없을 때까지 폭행한 후, 청바지, 흰 블라우스, 부츠를 입혀서 운반했다.
약 한 달에 한 명 정도로 여자 대학생들이 계속해서 사라졌다. 3월 12일 시애틀에서 남동쪽으로 60 마일(97 km) 떨어진 올림피아 소재 에버그린 주립 대학의 19살 도나 게일 맨슨은 기숙사를 떠나 캠퍼스에 열린 재즈 콘서트장으로 향했지만, 그곳에 도착할 순 없었다. 4월 17일에는 수잔 엘라인 랜코트가 사라졌는데 시애틀 남동쪽 110 마일(180 km) 떨어진 앨랜스버그 소재 센트럴 워싱턴 주립 대학에서의 저녁 어드바이서 모임을 마치고 기숙사로 오는 중이었다. 두 명의 여성 센트럴 워싱턴 대학 학생들이 나중에 누군가를 만났던 사실(한 명은 랜코트가 사라진 밤에, 다른 한 명은 3일 전 밤에)에 대해 알리려고 나섰는데, 한 쪽 팔에 깁스를 한 남자가 한 더미의 책들을 갈색 혹은 탄색 폭스바겐 비틀 자동차에 실어 달라고 도움을 요청했다는 것이다. 5월 6일에는 시애틀에서 남쪽으로 260 마일(420 km) 떨어진 코밸리스 소재 오리건 주립 대학교에서 로베르타 캐슬린 팍스가 기숙사를 떠나 학생 조합 빌딩에 있는 친구들과 커피를 마시려고 나갔지만, 약속장소에 나타나지 않았다.
킹 카운티 보안관 사무소와 시애틀 경찰서의 형사들의 근심은 커져만 갔다. 확실한 물리적 증거가 없었으며 사라진 여성들이 젊고, 매력적이며 긴 머리결을 소유한 백인 대학생이라는 점만 빼면 거의 공통점이 없었다. 6월 1일 22살의 브렌다 캐롤 볼이 시애틀 터코마 국제공항 인근 버리엔에 있는 플레임 여관을 떠난 뒤에 사라졌다. 브렌다가 팔에 깁스를 한 갈색 머리의 남자와 주차장에서 대화하고 있던 것이 마지막 목격이었다. 6월 11일 이른 시간에 워싱턴 대학교 학생 조지안 호킨스가 사라졌는데 남자친구 주거지와 여학생 클럽하우스 사이의 밝게 불이 켜진 길을 걷다가 그랬다. 바로 다음날 아침 3명의 시애틀 살인사건 전담 형사들과 법과학 요원들이 길 전부를 조사했지만, 아무것도 발견하지 못했다. 호킨스의 실종이 기사화된 이후, 목격자들이 그 날 밤에 한 남자가 기숙가 인근 도로 뒤에 있는 것을 보았다고 말했다. 그 남자는 목발을 한 상태로 가방을 옮기는데 애를 먹고 있었다고 증언했다. 한 여성은 그 남자가 자신에게 자신의 밝은 갈색 폭스바겐 비틀 차량으로 가방을 옮기는 데 도와달라고 요청했다고 회상했다.
그 기간 동안, 번디는 올림피아에서 사라진 여성들을 찾는 것과 관련된 정부 조직인 워싱턴 주립 긴급 서비스 부서에서 근무중이었다. 그곳에서 번디는 두 번 이혼했고 두 아이의 엄마인 캐롤 앤 분(Carole Ann Boone)을 만났는데, 6년 뒤 번디의 인생 마지막 장면에서 중요한 역할을 하게 된다.
여성 실종자 6명과 스팍스의 끔찍한 폭행 사건에 관한 기사들이 워싱턴주와 오리건 전역에 신문과 텔레비전으로 보도되었다. 모든 사람들에게 공포가 확산되었고 여성 히치하이킹은 급격히 줄었다. 사법당국은 사태해결에 관한 압력을 받게 되었지만 물리적 증거 부족이 그들을 괴롭혔다. 경찰은 기자들에게 약간의 정보도 줄 수가 없었는데 조사에 방해가 될까봐 그런 것이다. 희생자들 사이에서 진전된 공통점들이 발견되었다. 실종은 모두 밤에 작업 중인 건설현장 인근에서 일어났고, 중간고사나 기말고사를 앞둔 일 주일 이내의 시기였다. 모든 피해자는 슬랙스나 청바지를 입었다. 그리고 대부분의 범죄현장에서 깁스나 팔걸이 붕대를 하고 갈색 혹은 탄색 폭스바겐 비틀 차량을 모는 남자가 목격되었다.
태평양 북서부 살인 사건의 마지막은 7월 14일 일요일 시애틀 동쪽 20 마일(32 km) 떨어진 이사쿠아 소재 레이크 새머미시 주립 공원에서 2명의 여성 유괴사건이었다. 5명의 여성 목격자들은 팔걸이 붕대를 한 테니스 운동복을 입고 아마도 캐나다나 영국 같은 밝은 억양의 젊고 매력적인 남자에 관해 묘사했다. 자신을 '테드'라고 소개한 남자가 그들에게 탄색 혹은 갈색의 폭스바겐 비틀 자동차에서 보트를 꺼내는 걸 도와 달라고 요청했다. 4명은 거절했지만 한 사람은 그 남자와 함께 자동차까지 갔고, 보트가 없는 것을 보고 도망쳤다. 3명의 추가적인 목격자들은 그 남자가 킹 카운티 소년법정에서 보호관찰관로 일하는 23살의 제니스 앤 오트에게 접근하는 것을 보았는데, 보트 이야기를 하면서 그 남자와 함께 해변을 떠나는 것을 목격했다. 약 4시간 후에 컴퓨터 프로그래머가 되기 위해 공부하고 있던 19살 데니스 마리 나스런드가 피크닉을 가서 화장실에 가서 돌아오지 못했다. 번디는 스티븐 미쇼에게 말하기를 번디가 나스런드와 함께 돌아갔을 때 오트는 아직 살아 있었다고 했지만 나중에 번디는 루이스와의 인터뷰에서 처형 전날에 관해 언급하면서 그 사실을 부인했다.
킹 카운티 경찰은 마침내 용의자와 자동차에 관한 세부적인 정보를 제공했다. 엘리자베스 클로퍼, 앤 룰, DES 직원 그리고 워싱턴 대학교 심리학 교수 모두 프로파일과 스케치, 자동차를 알아보고 번디가 가능성 있는 용의자라고 보고했다. 하지만 사법당국은 하루에 200개 정도의 제보를 받고 있었고 성인 범죄 경력이 없고 말쑥해 보이는 로스쿨 학생이 가해자일거라고는 생각하지 않았다.
9월 6일 두 명의 거위 사냥꾼이 레이크 새머미시 주립 공원 동쪽으로 2 마일 떨어진 이사쿠아의 측면 도로에서 오트와 나스런드의 유골을 우연히 발견했다. 나중에 그 장소에서 추가적으로 넓적다리 뼈와 몇 개의 척추뼈를 발견했는데 번디는 조지안 호킨스의 것이라고 밝혔다. 6개월 뒤에 그린 리버 커뮤니티 대학 임학 전공 학생들은 테일러 산에서 힐리, 랜코트, 팍스 그리고 볼의 두개골과 하악골을 발견했는데, 그 산은 이사쿠아 바로 동쪽으로 번디가 자주 하이킹을 갔던 곳이다. 맨슨의 유해는 결코 발견하지 못했다.

### 아이다호, 유타, 콜로라도
1974년 8월 번디는 유타 대학교 로스쿨에서 두번째 입학허가를 받았고 시애틀의 클로퍼를 떠나 솔트레이크시티로 이주했다. 클로퍼와 자주 전화통화를 하긴 했지만, 번디는 다른 여성들과도 자주 만남을 가졌다. 두번째로 1년차 로스쿨 공부를 했을 때 다른 학생들이 더 똑똑하며 자신은 그렇지 못하다는 사실을 알게 되자 큰 충격을 받았다. 번디는 수업의 내용을 도대체 이해할 수 없다는 사실에 직면했다. "나 자신에게 정말 큰 실망을 했다."라고 번디는 말했다.
달이 지나자 새로운 일련의 살인이 시작되었는데, 2건은 번디가 사형집행 전에 고백할 때까지 미제사건으로 남아 있었다. 9월 2일 테드는 아이다호에서 아직까지 미확인된 히치하이커를 강간한 다음 교살했고, 그런 다음 강가 근처에서 시체 잔해를 처리했던지 아니면 다음날 시체를 사진찍고 훼손시켰다. 10월 2일 테드는 솔트레이크시티 외곽 할러데이에서 16살 나이의 낸시 윌콕스를 납치해서 나무가 우거진 곳으로 끌고가서 병적인 충동을 충족시기기 위한 목적으로 강간한 후에 놓아줬다. 그러나 번디는 말하기를 소리지르는 것을 막기 위해서 우발적으로 낸시를 교살했다고 말했다. 낸시의 유해는 할러데이 남쪽 200 마일 떨어진 캐피톨 리프 국립공원 근처에 묻혔고, 결코 찾을 수 없었다.

## 같이 보기
- 존 웨인 게이시
- 제프리 다머
- 윌리엄 보닌